# Damonita geminoropiformis
Damonita geminoropiformis är en snäckart som beskrevs av Frank Climo 1981. Damonita geminoropiformis ingår i släktet Damonita och familjen Charopidae. Inga underarter finns listade i Catalogue of Life.